# Chiesa della Beata Vergine Assunta (Turbigo)
La chiesa Santa Maria Assunta è la parrocchiale di Turbigo, in città metropolitana e arcidiocesi di Milano; fa parte del decanato di Castano Primo.

## Storia
La prima citazione dell'ecclesia Sancte Marie [..] loco Turbigi è contenuta nel Liber Notitiae Sanctorum Mediolani, redatto nel XIII secolo da Goffredo da Bussero, nel quale si legge che era essa dipendeva dalla pieve di Dairago.
Questo luogo di culto venne elevato a parrocchiale nel Quattrocento; nel secolo seguente, a causa delle pessime condizioni della struttura, testimoniate anche in una relazione del 1568 dell'allora parroco don Colombano Baroffio, furono condotti alcuni restauri.
Nel XVIII secolo la chiesa venne interessata a più riprese da modifiche e rifacimenti: dapprima, su disegno di Carlo Federico Pietrasanta, si procedette alla realizzazione di una nuova sagrestia, mentre successivamente fu riedificata la navata.
Dalla relazione della visita pastorale del 1753 dell'arcivescovo di Milano Giuseppe Pozzobonelli si legge che i fedeli ammontavano a 691; questo identico numero è registrato pure nel censimento diocesano effettuato tra il 1779 e il 1780.
Nel 1900, l'arcivescovo Andrea Carlo Ferrari, nel corso della sua prima visita pastorale, trovò che a servizio della cura d'anime vi erano parroco e un coadiutore, che il numero dei fedeli era pari a 2200 e che nella parrocchiale, da cui dipendeva la chiesa sussidiaria dei Santi Cosma e Damiano, avevano sede la confraternita del Santissimo Sacramento, la Pia unione del Terz'ordine di San Francesco e la Lega eucaristica.
La chiesa settecentesca venne demolita nel 1934 e nel 1935 iniziarono i lavori di costruzione della nuova parrocchiale, eseguiti dall'impresa Bollazzi di Lonate Pozzolo; l'edificio, disegnato dal milanese Giovanni Battista Maggi, venne ultimato nel 1936 e consacrato il 29 giugno dello stesso anno dall'arcivescovo Alfredo Ildefonso Schuster, il quale concesse di poter celebrare le funzioni presso un altare rivolto verso l'assemblea, anticipando così un'usanza che avrebbe preso piede solo dopo il Concilio Vaticano II.
Demolito nel giugno del 1937 l'antico campanile, la nuova torre fu eretta dalla medesima impresa edile tra il luglio e il dicembre di quell'anno.
Nel 1972, con la riorganizzazione territoriale dell'arcidiocesi voluta dal cardinale Giovanni Colombo, la parrocchia entrò a far parte del decanato di Castano Primo, nato dalla trasformazione del precedente omonimo vicariato.

## Descrizione

### Esterno
La facciata a salienti della chiesa, rivolta a occidente, si compone di tre corpi: quello centrale presente centralmente il portale d'ingresso, protetto dal protiro e sormontato da una finestra a tutto sesto, mentre ciascuna delle due ali laterali è caratterizzata da un'ulteriore finestra a tutto sesto.
Annesso alla parrocchiale è il campanile a pianta quadrata, la cui cella presenta su ogni lato due finestrelle a tutto sesto ed è coperto dal tetto a quattro falde.

### Interno
L'interno dell'edificio è articolato in tre navate, coperte da volte a crociera e separate da colonne e da pilastri alternati che sorreggono degli archi a tutto sesto; al termine dell'aula si sviluppa il presbiterio, rialzato di alcuni gradini, ospitante l'altare maggiore e chiuso dall'abside di forma semicircolare.
Qui sono conservate diverse opere di pregio, tra le quali le due lunette con i dipinti che rappresentano il Primato di Pietro e San Carlo Borromeo che comunica San Luigi Gonzaga e la raffigurazione della Madonna col Bambino affiancata dai Santi Francesco d'Assisi e Benedetto da Norcia.